# Česká hokejová extraliga 2007/2008
Česká hokejová extraliga v sezóně 2007/2008 absolvovala svůj patnáctý ročník. Hlavním sponzorem byla opět společnost Telefónica O2 Czech Republic, a tak soutěž nesla jméno O2 Extraliga. Titul z ročníku 2006/07 obhajoval tým HC Sparta Praha. Soutěž měla mít 15 týmů, když soud zamítl uzavření soutěže a vítěz první ligy HC Slovan Ústečtí Lvi dostal právo startovat v nejvyšší soutěži. Před začátkem sezóny ale byl vyloučen HC Vsetín. Změnil se hrací systém, novinkou je předkolo playoff a skupina o udržení, vrací se baráž. Soutěž začala 12. září 2007 a skončila vítězstvím družstva HC Slavia Praha dne 16. dubna 2008, které v sedmém utkání finálové série porazilo tým HC Energie Karlovy Vary.
Základní část extraligy vyhrál HC České Budějovice.

## Fakta
- 15. ročník samostatné české nejvyšší hokejové soutěže
- Nejlepší střelec základní části – Jaroslav Balaštík 29 branek RI Okna Zlín
- Nejlepší nahrávač – Jan Peterek HC Oceláři Třinec 31 nahrávek
- Vítěz kanadského bodování – Petr Ton HC Sparta Praha
- Základní část – 50 utkání, 43 bodů / 27 branek + 16 nahrávek /
- V prolínací extraligové kvalifikaci uspěla BK Mladá Boleslav (vítěz 1. ligy) proti HC Slovan Ústečtí Lvi (sestupující z extraligy) – 4:1 na zápasy

## Kluby podle krajů
- Praha:
  - HC Slavia Praha
  - HC Sparta Praha
- Středočeský kraj:
  - HC GEUS OKNA Kladno
- Plzeňský kraj:
  - HC Lasselsberger Plzeň
- Karlovarský kraj:
  - HC Energie Karlovy Vary
- Pardubický kraj:
  - HC Moeller Pardubice
- Liberecký kraj:
  - Bílí Tygři Liberec
- Ústecký kraj:
  - HC Slovan Ústečtí Lvi
  - HC Litvínov
- Moravskoslezský kraj:
  - HC Oceláři Třinec
  - HC Vítkovice Steel
- Zlínský kraj:
  - RI Okna Zlín
- Jihočeský kraj:
  - HC České Budějovice
- Jihomoravský kraj:
  - HC Znojemští Orli

### Systém soutěže

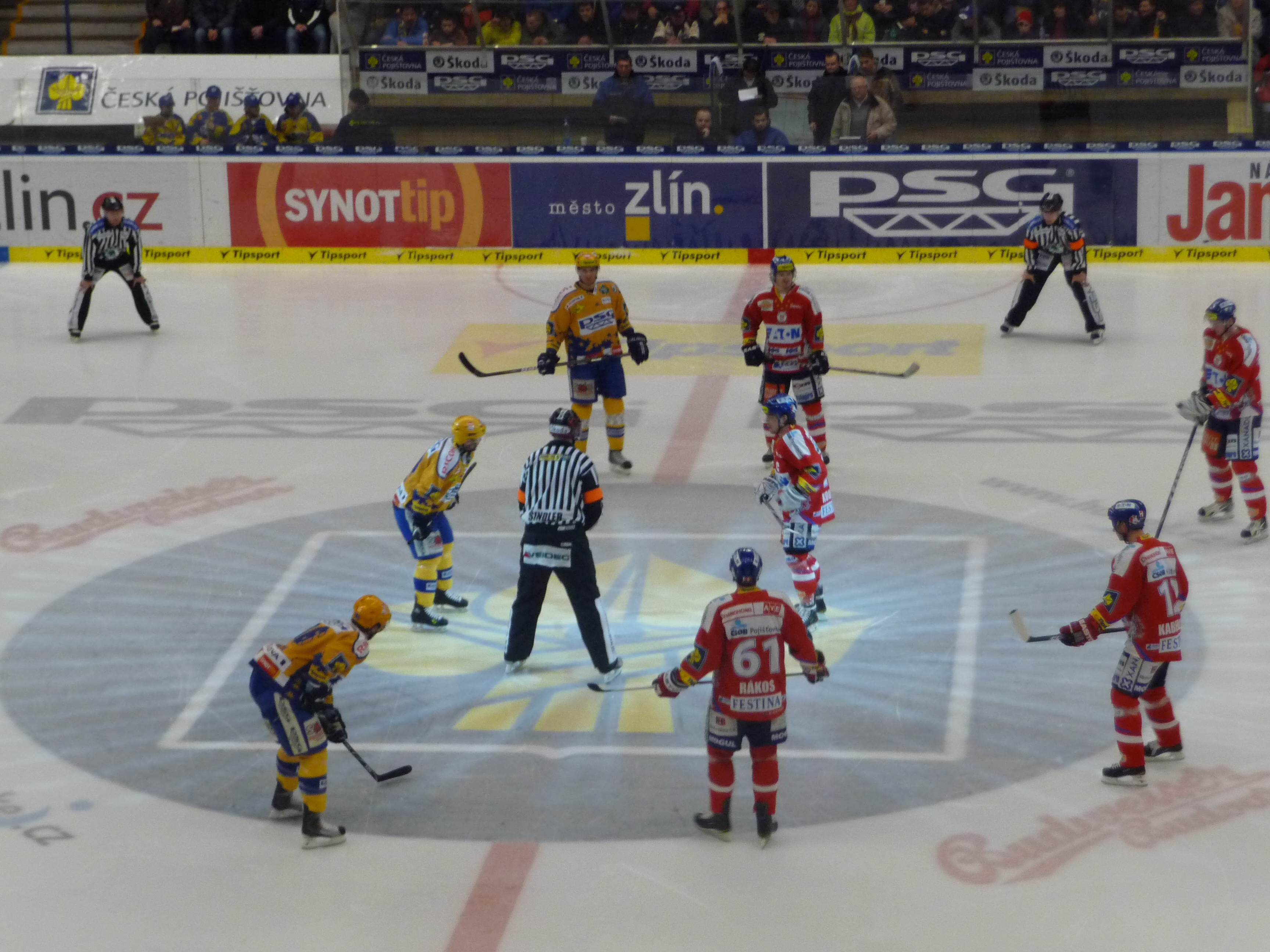
Buly v zápase Zlína s Pardubicemi

Základní část se hrála od září do února, kdy se všechny týmy utkaly každý s každým celkem čtyřikrát. Poté následovalo podle nových pravidel rozšířené play-off. Nejprve se hrálo předkolo play-off, ve kterém se utkaly sedmý s desátým a osmý s devátým umístěným klubem v tabulce po základní části. Předkolo se hrálo na 3 vítězné zápasy. Poté následovalo klasické play-off, kdy hrál první s osmým, druhý se sedmým, třetí s šestým a čtvrtý s pátým. Od čtvrtfinále se hrálo na 4 vítězné zápasy. Čtyři vítězné týmy ze čtvrtfinále postoupily do semifinále. Vítězní semifinalisté do finále. Vítěz finále se stává Mistrem extraligy, konečné druhé až desáté místo je určeno úspěšností týmů v play-off.
Jedenáctý až čtrnáctý tým tabulky po základní části hráli play-out skupinu o udržení, ve které se každý s každým utká čtyřikrát, přičemž se započítávají všechny body ze základní části. Tým, který skončil ve skupině o udržení poslední, hrál baráž o udržení v extralize s vítězem 1. ligy. Tato baráž se hrála na čtyři vítězná utkání.

## Konečná tabulka základní části
| Poř. | Tým                       | Z  | V  | VP | PP | P  | VG  | OG  | B   |
| ---- | ------------------------- | -- | -- | -- | -- | -- | --- | --- | --- |
| 1.   | HC České Budějovice       | 52 | 30 | 5  | 6  | 11 | 166 | 111 | 106 |
| 2.   | HC Slavia Praha           | 52 | 29 | 3  | 5  | 15 | 181 | 130 | 98  |
| 3.   | Bílí Tygři Liberec        | 52 | 21 | 9  | 10 | 12 | 146 | 120 | 91  |
| 4.   | HC Energie Karlovy Vary   | 52 | 18 | 12 | 7  | 15 | 162 | 141 | 85  |
| 5.   | HC Litvínov               | 52 | 20 | 6  | 8  | 18 | 145 | 141 | 80  |
| 6.   | HC Sparta Praha (C)       | 52 | 19 | 6  | 10 | 17 | 135 | 145 | 79  |
| 7.   | HC Oceláři Třinec         | 52 | 21 | 5  | 5  | 21 | 144 | 146 | 78  |
| 8.   | HC GEUS OKNA Kladno       | 52 | 18 | 9  | 5  | 20 | 151 | 144 | 77  |
| 9.   | HC Lasselsberger Plzeň    | 52 | 14 | 14 | 7  | 17 | 174 | 172 | 77  |
| 10.  | HC Znojemští Orli         | 52 | 19 | 6  | 7  | 20 | 133 | 139 | 76  |
| 11.  | HC Vítkovice Steel        | 52 | 19 | 4  | 7  | 22 | 131 | 149 | 72  |
| 12.  | HC Moeller Pardubice      | 52 | 18 | 6  | 4  | 24 | 147 | 157 | 70  |
| 13.  | RI Okna Zlín              | 52 | 19 | 1  | 4  | 28 | 135 | 166 | 63  |
| 14.  | HC Slovan Ústečtí Lvi (N) | 52 | 6  | 7  | 8  | 31 | 107 | 196 | 40  |

Poznámky:
- (C) = držitel mistrovského titulu, (N) = nováček (minulou sezónu hrál nižší soutěž a postoupil)

## Předkolo

### HC Oceláři Třinec(7.) –HC Znojemští Orli(10.)
1. utkání
| 24. únor 2008 | HC Oceláři Třinec | 4 – 1           | HC Znojemští Orli | Werk Arena |
| 17:25 SEČ     | HC Oceláři Třinec | (2:0, 1:1, 1:0) | HC Znojemští Orli |            |

|  |                                                                                    | Souhrn zápasu Report |                    |  |
|  | ---------------------------------------------------------------------------------- | -------------------- | ------------------ |  |
|  | 13:46 David Moravec 14:01 Zdeněk Skořepa 32:56 Jiří Polanský 58:23 Ľubomír Sekeráš |                      | 23:33 Petr Selingr |  |

2. utkání
| 25. únor 2008 | HC Oceláři Třinec | 5 – 2           | HC Znojemští Orli | Werk Arena |
| 17:25 SEČ     | HC Oceláři Třinec | (0:0, 4:2, 1:0) | HC Znojemští Orli |            |

|  | | Souhrn zápasu Report |                                         |  |
|  | --- | -------------------- | --------------------------------------- |  |
|  | 21:31 Peter Barinka 23:05 Jan Steber 23:29 David Moravec 34:59 Juraj Štefanka 48:53 Rostislav Martynek |                      | 24:23 Ivo Kotaška 28:07 Radek Procházka |  |

3. utkání
| 27. únor 2008 | HC Znojemští Orli | 1 – 2           | HC Oceláři Třinec | Hostan aréna Znojmo |
| 17:25 SEČ     | HC Znojemští Orli | (0:0, 0:1, 1:1) | HC Oceláři Třinec |                     |

|  |                    | Souhrn zápasu Report |                                          |  |
|  | ------------------ | -------------------- | ---------------------------------------- |  |
|  | 59:58 Petr Selingr |                      | 23:06 Lubomír Korhoň 57:08 Jiří Polanský |  |

Do čtvrtfinále postoupili HC Oceláři Třinec, když zvítězili 3:0 na zápasy

### HC GEUS OKNA Kladno(8.) –HC Lasselsberger Plzeň(9.)
1. utkání
| 24. únor 2008 | HC GEUS OKNA Kladno | 4 – 3           | HC Lasselsberger Plzeň | Městský zimní stadion |
| 17:25 SEČ     | HC GEUS OKNA Kladno | (1:1, 3:2, 0:0) | HC Lasselsberger Plzeň |                       |

|  |                                                                                | Souhrn zápasu Report |                                                           |  |
|  | ------------------------------------------------------------------------------ | -------------------- | --------------------------------------------------------- |  |
|  | 13:05 Marek Trončinský 26:07 Pavel Patera 27:05 Tomáš Horna 27:24 Jan Rudovský |                      | 09:29 Petr Vampola 20:15 Tomáš Vlasák 39:39 Michal Dvořák |  |

2. utkání
| 25. únor 2008 | HC GEUS OKNA Kladno | 5 – 2           | HC Lasselsberger Plzeň | Městský zimní stadion |
| 17:25 SEČ     | HC GEUS OKNA Kladno | (1:0, 1:0, 3:2) | HC Lasselsberger Plzeň |                       |

|  | | Souhrn zápasu Report |                                         |  |
|  | --- | -------------------- | --------------------------------------- |  |
|  | 03:31 Martin Procházka 30:01 Tomáš Horna 42:40 Martin Procházka 48:38 Tomáš Nádašdi 59:49 Pavel Patera |                      | 55:00 Martin Adamský 56:48 Petr Vampola |  |

3. utkání
| 27. únor 2008 | HC Lasselsberger Plzeň | 6 – 5           | HC GEUS OKNA Kladno | ČEZ Aréna |
| 17:25 SEČ     | HC Lasselsberger Plzeň | (1:2, 4:1, 1:2) | HC GEUS OKNA Kladno |           |

|  | | Souhrn zápasu Report |                                                                                                  |  |
|  | --- | -------------------- | ------------------------------------------------------------------------------------------------ |  |
|  | 01:15 David Ludvík 23:03 David Ludvík 25:53 Michal Důras 37:48 Michal Dvořák 39:04 Michal Dvořák 42:04 Radek Matějovský |                      | 10:57 David Hájek 15:58 Aleš Pavlas 28:24 Martin Procházka 48:24 Tomáš Horna 55:14 Richard Diviš |  |

4. utkání
| 28. únor 2008 | HC Lasselsberger Plzeň | 2 – 3           | HC GEUS OKNA Kladno | ČEZ Aréna |
| 17:25 SEČ     | HC Lasselsberger Plzeň | (0:0, 1:2, 1:1) | HC GEUS OKNA Kladno |           |

|  |                                       | Souhrn zápasu Report |                                                                 |  |
|  | ------------------------------------- | -------------------- | --------------------------------------------------------------- |  |
|  | 23:43 David Ludvík 46:29 Tomáš Vlasák |                      | 27:43 Martin Procházka 33:34 Martin Procházka 53:45 David Hájek |  |

Do čtvrtfinále postoupila HC GEUS OKNA Kladno, když zvítězila 3:1 na zápasy

## Pavouk play off
|  | Čtvrtfinále             | Čtvrtfinále             |                         |   | Semifinále | Semifinále |  |  | Finále | Finále |
|  |                         |                         |                         |   |            |            |  |  |        |        |
|  |                         |                         |                         |   |            |            |  |  |        |        |
|  | HC České Budějovice     | 4                       |                         |   |            |            |  |  |        |        |
|  | HC České Budějovice     | 4                       |                         |   |            |            |  |  |        |        |
|  | HC GEUS OKNA Kladno     | 1                       |                         |   |            |            |  |  |        |        |
|  | HC GEUS OKNA Kladno     | 1                       | HC České Budějovice     | 3 |            |            |  |  |        |        |
|  |                         |                         | HC České Budějovice     | 3 |            |            |  |  |        |        |
|  |                         | HC Energie Karlovy Vary | 4                       |   |            |            |  |  |        |        |
|  | HC Energie Karlovy Vary | HC Energie Karlovy Vary | 4                       | 4 |            |            |  |  |        |        |
|  | HC Energie Karlovy Vary |                         |                         | 4 |            |            |  |  |        |        |
|  | HC Litvínov             | 1                       |                         |   |            |            |  |  |        |        |
|  | HC Litvínov             | 1                       | HC Energie Karlovy Vary | 3 |            |            |  |  |        |        |
|  |                         |                         | HC Energie Karlovy Vary | 3 |            |            |  |  |        |        |
|  |                         | HC Slavia Praha         | 4                       |   |            |            |  |  |        |        |
|  | HC Slavia Praha         | HC Slavia Praha         | 4                       | 4 |            |            |  |  |        |        |
|  | HC Slavia Praha         |                         |                         | 4 |            |            |  |  |        |        |
|  | HC Oceláři Třinec       | 1                       |                         |   |            |            |  |  |        |        |
|  | HC Oceláři Třinec       | 1                       | HC Slavia Praha         | 4 |            |            |  |  |        |        |
|  |                         |                         | HC Slavia Praha         | 4 |            |            |  |  |        |        |
|  |                         | Bílí Tygři Liberec      | 3                       |   |            |            |  |  |        |        |
|  | Bílí Tygři Liberec      | Bílí Tygři Liberec      | 3                       | 4 |            |            |  |  |        |        |
|  | Bílí Tygři Liberec      |                         |                         | 4 |            |            |  |  |        |        |
|  | HC Sparta Praha         | 0                       |                         |   |            |            |  |  |        |        |
|  | HC Sparta Praha         | 0                       |                         |   |            |            |  |  |        |        |

## Čtvrtfinále

### HC České Budějovice(1.) –HC GEUS OKNA Kladno(8.)
1. utkání
| 5. březen 2008 | HC České Budějovice | 2 – 0           | HC GEUS OKNA Kladno | Budvar aréna |
| 17:25 SEČ      | HC České Budějovice | (2:0, 0:0, 0:0) | HC GEUS OKNA Kladno |              |

|  |                                     | Souhrn zápasu Report |  |  |
|  | ----------------------------------- | -------------------- |  |  |
|  | 02:03 Tomáš Kůrka 09:59 Milan Gulaš |                      |  |  |

2. utkání
| 6. březen 2008 | HC České Budějovice | 2 – 0           | HC GEUS OKNA Kladno | Budvar aréna |
| 17:25 SEČ      | HC České Budějovice | (1:0, 1:0, 0:0) | HC GEUS OKNA Kladno |              |

|  |                                           | Souhrn zápasu Report |  |  |
|  | ----------------------------------------- | -------------------- |  |  |
|  | 02:25 Jindřich Kotrla 22:57 Petr Gřegořek |                      |  |  |

3. utkání
| 9. březen 2008 | HC GEUS OKNA Kladno | 4 – 2           | HC České Budějovice | Městský zimní stadion |
| 17:25 SEČ      | HC GEUS OKNA Kladno | (1:1, 1:0, 2:1) | HC České Budějovice |                       |

|  |                                                                                   | Souhrn zápasu Report |                                        |  |
|  | --------------------------------------------------------------------------------- | -------------------- | -------------------------------------- |  |
|  | 09:33 Jaroslav Kalla 39:32 Martin Procházka 53:52 Pavel Patera 59:52 Pavel Patera |                      | 07:10 Petr Sailer 40:28 Kamil Brabenec |  |

4. utkání
| 10. březen 2008 | HC GEUS OKNA Kladno | 1 – 3           | HC České Budějovice | Městský zimní stadion |
| 17:25 SEČ       | HC GEUS OKNA Kladno | (0:1, 0:1, 1:1) | HC České Budějovice |                       |

|  |                    | Souhrn zápasu Report |                                                           |  |
|  | ------------------ | -------------------- | --------------------------------------------------------- |  |
|  | 54:07 Pavel Patera |                      | 14:02 Milan Toman 38:30 Kamil Brabenec 51:54 Michal Hudec |  |

5. utkání
| 12. březen 2008 | HC České Budějovice | 1 – 0           | HC GEUS OKNA Kladno | Budvar aréna |
| 17:25 SEČ       | HC České Budějovice | (0:0, 1:0, 0:0) | HC GEUS OKNA Kladno |              |

|  |                    | Souhrn zápasu Report |  |                                     |
|  | ------------------ | -------------------- |  | ----------------------------------- |
|  | 23:16 Michal Hudec |                      |  | Diváků: 5 814 Rozhodčí: Roman Polák |

Do semifinále postoupil HC České Budějovice, když zvítězil 4:1 na zápasy

### HC Slavia Praha(2.) –HC Oceláři Třinec(7.)
1. utkání
| 5. březen 2008 | HC Slavia Praha | 4 – 1           | HC Oceláři Třinec | O2 arena |
| 17:25 SEČ      | HC Slavia Praha | (3:0, 1:1, 0:0) | HC Oceláři Třinec |          |

|  |                                                                      | Souhrn zápasu Report |                      |  |
|  | -------------------------------------------------------------------- | -------------------- | -------------------- |  |
|  | 00:45 Jan Novák 10:14 Tomáš Žižka 13:34 Jan Novák 31:09 Jakub Klepiš |                      | 34:27 Lubomír Korhoň |  |

2. utkání
| 5. březen 2008 | HC Slavia Praha | 1 – 2 SN              | HC Oceláři Třinec | O2 arena |
| 17:25 SEČ      | HC Slavia Praha | (0:1, 0:0, 1:0 - 0:0) | HC Oceláři Třinec |          |

|  |                   | Souhrn zápasu Report |                                                  |  |
|  | ----------------- | -------------------- | ------------------------------------------------ |  |
|  | 47:35 Petr Kadlec |                      | 19:53 Peter Barinka rozhodující SN Peter Barinka |  |

3. utkání
| 9. březen 2008 | HC Oceláři Třinec | 2 – 4           | HC Slavia Praha | Werk Arena |
| 17:25 SEČ      | HC Oceláři Třinec | (0:1, 2:2, 0:1) | HC Slavia Praha |            |

|  |                                           | Souhrn zápasu Report |                                                                             |  |
|  | ----------------------------------------- | -------------------- | --------------------------------------------------------------------------- |  |
|  | 28:33 Juraj Štefanka 39:51 Lubomír Korhoň |                      | 17:15 Tomáš Žižka 20:22 Josef Beránek 35:27 David Hruška 52:02 Jakub Klepiš |  |

4. utkání
| 10. březen 2008 | HC Oceláři Třinec | 0 – 1           | HC Slavia Praha | Werk Arena |
| 17:25 SEČ       | HC Oceláři Třinec | (0:1, 0:0, 0:0) | HC Slavia Praha |            |

|  |  | Souhrn zápasu Report |                  |  |
|  |  | -------------------- | ---------------- |  |
|  |  |                      | 19:59 Michal Sup |  |

5. utkání
| 12. březen 2008 | HC Slavia Praha | 3 – 2 PP              | HC Oceláři Třinec | O2 arena |
| 17:25 SEČ       | HC Slavia Praha | (1:1, 0:1, 1:0 - 1:0) | HC Oceláři Třinec |          |

|  |                                                                     | Souhrn zápasu Report |                                          |                                     |
|  | ------------------------------------------------------------------- | -------------------- | ---------------------------------------- | ----------------------------------- |
|  | 08:41 David Hruška 42:44 Vladimír Růžička ml. PP 65:44 Jakub Klepiš |                      | 05:13 Jiří Polanský 30:11 Martin Výborný | Diváků: 6 690 Rozhodčí: Pavel Hodek |

Do semifinále postoupila HC Slavia Praha, když zvítězila 4:1 na zápasy

### Bílí Tygři Liberec(3.) –HC Sparta Praha(6.)
1. utkání
| 3. březen 2008 | Bílí Tygři Liberec | 4 – 1           | HC Sparta Praha | Tipsport Arena |
| 17:25 SEČ      | Bílí Tygři Liberec | (2:0, 2:1, 0:0) | HC Sparta Praha |                |

|  |                                                                               | Souhrn zápasu Report |                        |                                      |
|  | ----------------------------------------------------------------------------- | -------------------- | ---------------------- | ------------------------------------ |
|  | 10:48 Valdemar Jiruš 11:45 Václav Nedorost 26:14 Jiří Hunkes 29:44 Petr Šachl |                      | 25:15 Tibor Melichárek | Diváků: 7 500 Rozhodčí: Martin Fraňo |

2. utkání
| 4. březen 2008 | Bílí Tygři Liberec | 5 – 0           | HC Sparta Praha | Tipsport Arena |
| 17:25 SEČ      | Bílí Tygři Liberec | (1:0, 1:0, 3:0) | HC Sparta Praha |                |

|  | | Souhrn zápasu Report |  |                                     |
|  | -------------------------------------------------------------------------------------------------- | -------------------- |  | ----------------------------------- |
|  | 12:27 Leoš Čermák 39:51 Valdemar Jiruš 47:17 Milan Bartovič 49:00 Boris Žabka 52:12 Pavel Kašpařík |                      |  | Diváků: 7 386 Rozhodčí: Milan Minář |

3. utkání
| 7. březen 2008 | HC Sparta Praha | 2 – 3           | Bílí Tygři Liberec | T-Mobile Arena |
| 17:25 SEČ      | HC Sparta Praha | (0:0, 1:1, 1:2) | Bílí Tygři Liberec |                |

|  |                                       | Souhrn zápasu Report |                                                                 |                                       |
|  | ------------------------------------- | -------------------- | --------------------------------------------------------------- | ------------------------------------- |
|  | 39:01 Michal Sivek 54:56 Martin Štrba |                      | 33:06 Andrej Podkonický 44:22 Leoš Čermák 45:05 Václav Nedorost | Diváků: 10 296 Rozhodčí: Martin Fraňo |

4. utkání
| 8. březen 2008 | HC Sparta Praha | 3 – 5           | Bílí Tygři Liberec | T-Mobile Arena |
| 17:25 SEČ      | HC Sparta Praha | (1:1, 1:3, 1:1) | Bílí Tygři Liberec |                |

|  |                                                                         | Souhrn zápasu Report |                                                                                               |                                           |
|  | ----------------------------------------------------------------------- | -------------------- | --------------------------------------------------------------------------------------------- | ----------------------------------------- |
|  | 15:08 Martin Štrba 31:59 Petr Ton z trest. střílení 53:25 Jiří Vykoukal |                      | 00:42 Leoš Čermák 20:36 Leoš Čermák 34:18 Václav Pletka 39:08 Lukáš Pabiška 59:51 Leoš Čermák | Diváků: 11 328 Rozhodčí: Vladimír Šindler |

Do semifinále postoupili Bílí Tygři Liberec, když zvítězili 4:0 na zápasy

### HC Energie Karlovy Vary(4.) –HC Litvínov(5.)
1. utkání
| 3. březen 2008 | HC Energie Karlovy Vary | 6 – 2           | HC Litvínov | Zimní stadion Karlovy Vary |
| 17:25 SEČ      | HC Energie Karlovy Vary | (2:2, 2:0, 2:0) | HC Litvínov |                            |

|  | | Souhrn zápasu Report |                                            |                                       |
|  | --- | -------------------- | ------------------------------------------ | ------------------------------------- |
|  | 00:36 Jan Košťál 01:58 Jaroslav Kristek 34:20 Václav Skuhravý 39:24 Václav Skuhravý 45:54 Jaroslav Kristek 59:53 Lukáš Pech |                      | 04:27 Vojtěch Kubinčák 06:11 Daniel Branda | Diváků: 4 453 Rozhodčí: Martin Homola |

2. utkání
| 4. březen 2008 | HC Energie Karlovy Vary | 3 – 2           | HC Litvínov | Zimní stadion Karlovy Vary |
| 17:25 SEČ      | HC Energie Karlovy Vary | (1:1, 2:0, 0:1) | HC Litvínov |                            |

|  |                                                               | Souhrn zápasu Report |                                      |                                          |
|  | ------------------------------------------------------------- | -------------------- | ------------------------------------ | ---------------------------------------- |
|  | 17:59 Marek Melenovský 25:11 Ondřej Němec 33:48 Michal Dobroň |                      | 13:00 Daniel Branda 49:32 Jiří Šlégr | Diváků: 4 680 Rozhodčí: Vladimír Šindler |

3. utkání
| 7. březen 2008 | HC Litvínov | 3 – 2 SN              | HC Energie Karlovy Vary | Zimní stadion Ivana Hlinky |
| 17:25 SEČ      | HC Litvínov | (1:1, 1:1, 0:0 - 0:0) | HC Energie Karlovy Vary |                            |

|  |                                                                      | Souhrn zápasu Report |                                     |                                       |
|  | -------------------------------------------------------------------- | -------------------- | ----------------------------------- | ------------------------------------- |
|  | 00:17 Peter Jánský 26:46 Vojtěch Kubinčák rozhodující SN Jakub Černý |                      | 05:21 Jakub Grof 27:24 Roman Prošek | Diváků: 7 000 Rozhodčí: Martin Homola |

4. utkání
| 8. březen 2008 | HC Litvínov | 2 – 3           | HC Energie Karlovy Vary | Zimní stadion Ivana Hlinky |
| 17:25 SEČ      | HC Litvínov | (1:2, 0:1, 1:0) | HC Energie Karlovy Vary |                            |

|  |                                        | Souhrn zápasu Report |                                                          |                                     |
|  | -------------------------------------- | -------------------- | -------------------------------------------------------- | ----------------------------------- |
|  | 06:43 Martin Jenáček 47:35 Jakub Černý |                      | 09:40 Lukáš Pech 18:58 Marek Melenovský 26:07 Lukáš Pech | Diváků: 6 800 Rozhodčí: René Hradil |

5. utkání
| 11. březen 2008 | HC Energie Karlovy Vary | 3 – 2           | HC Litvínov | Zimní stadion Karlovy Vary |
| 17:25 SEČ       | HC Energie Karlovy Vary | (1:1, 1:0, 1:1) | HC Litvínov |                            |

|  |                                                                             | Souhrn zápasu Report |                                        |                                      |
|  | --------------------------------------------------------------------------- | -------------------- | -------------------------------------- | ------------------------------------ |
|  | 00:58 Petr Kumstát z trestného střílení 22:40 Milan Hluchý 52:45 Jan Košťál |                      | 10:39 Roman Tomas 41:09 Robert Reichel | Diváků: 4 680 Rozhodčí: Martin Fraňo |

Do semifinále postoupila HC Energie Karlovy Vary, když zvítězila 4:1 na zápasy

## Semifinále

### HC České Budějovice(1.) –HC Energie Karlovy Vary(4.)
1. utkání
| 21. březen 2008 | HC České Budějovice | 3 – 2           | HC Energie Karlovy Vary | Budvar aréna |
| 17:25 SEČ       | HC České Budějovice | (1:0, 0:0, 2:2) | HC Energie Karlovy Vary |              |

|  |                                                            | Souhrn zápasu Report |                                           |  |
|  | ---------------------------------------------------------- | -------------------- | ----------------------------------------- |  |
|  | 06:33 René Vydarený 43:35 Kamil Brabenec 49:31 Viktor Hübl |                      | 54:00 Milan Procházka 59:59 Michal Dobroň |  |

2. utkání
| 22. březen 2008 | HC České Budějovice | 2 – 1           | HC Energie Karlovy Vary | Budvar aréna |
| 17:25 SEČ       | HC České Budějovice | (0:0, 0:0, 2:1) | HC Energie Karlovy Vary |              |

|  |                                       | Souhrn zápasu Report |                      |  |
|  | ------------------------------------- | -------------------- | -------------------- |  |
|  | 50:40 René Vydarený 56:54 Tomáš Kůrka |                      | 59:59 Josef Řezníček |  |

3. utkání
| 25. březen 2008 | HC Energie Karlovy Vary | 4 – 0           | HC České Budějovice | Zimní stadion Karlovy Vary |
| 17:25 SEČ       | HC Energie Karlovy Vary | (0:0, 3:0, 1:0) | HC České Budějovice |                            |

|  |                                                                                 | Souhrn zápasu Report |  |                                |
|  | ------------------------------------------------------------------------------- | -------------------- |  | ------------------------------ |
|  | 28:23 Jan Košťál 31:57 Milan Kraft 39:59 Václav Skuhravý 47:44 Jaroslav Kristek |                      |  | Diváků: 4 800 Rozhodčí: Šinder |

4. utkání
| 26. březen 2008 | HC Energie Karlovy Vary | 5 – 4           | HC České Budějovice | Zimní stadion Karlovy Vary |
| 17:25 SEČ       | HC Energie Karlovy Vary | (1:1, 4:0, 0:3) | HC České Budějovice |                            |

|  |                                                                                                 | Souhrn zápasu Report |                                                                              |                                |
|  | ----------------------------------------------------------------------------------------------- | -------------------- | ---------------------------------------------------------------------------- | ------------------------------ |
|  | 11:13 Jakub Grof 28:27 Jakub Grof 34:06 Josef Řezníček 35:38 Vítězslav Bílek 36:41 David Zucker |                      | 07:32 Petr Gřegořek 44:53 Milan Toman 46:14 Tomáš Frolo 54:09 Kamil Brabenec | Diváků: 4 680 Rozhodčí: Homola |

5. utkání
| 28. březen 2008 | HC České Budějovice | 3 – 2 PP              | HC Energie Karlovy Vary | Budvar aréna |
| 17:25 SEČ       | HC České Budějovice | (0:0, 2:1, 0:1 - 1:0) | HC Energie Karlovy Vary |              |

|  |                                                              | Souhrn zápasu Report |                                          |                   |
|  | ------------------------------------------------------------ | -------------------- | ---------------------------------------- | ----------------- |
|  | 20:57 Tomáš Mertl 35:21 René Vydarený PP 62:28 Ondřej Veselý |                      | 20:20 Václav Skuhravý 46:07 Petr Kumstát | Rozhodčí: Šindler |

6. utkání
| 30. březen 2008 | HC Energie Karlovy Vary | 3 - 0           | HC České Budějovice | Zimní stadion Karlovy Vary |
| 17:25 SEČ       | HC Energie Karlovy Vary | (2:0, 1:0, 0:0) | HC České Budějovice |                            |

|  |                                                           | Souhrn zápasu Report |  |                                 |
|  | --------------------------------------------------------- | -------------------- |  | ------------------------------- |
|  | 00:28 Jan Košťál 14:27 Vítězslav Bílek 38:54 Ondřej Němec |                      |  | Diváků: 4 680 Rozhodčí: Šindler |

7. utkání
| 1. duben 2008 | HC České Budějovice | 1 - 2           | HC Energie Karlovy Vary | Budvar aréna |
| 17:25 SEČ     | HC České Budějovice | (0:0, 1:1, 0:1) | HC Energie Karlovy Vary |              |

|  |                     | Souhrn zápasu Report |                                             |                   |
|  | ------------------- | -------------------- | ------------------------------------------- | ----------------- |
|  | 35:40 René Vydarený |                      | 28:43 Václav Skuhravý 52:46 Milan Procházka | Rozhodčí: Šindler |

Do finále postoupila HC Energie Karlovy Vary, když zvítězila 4:3 na zápasy

### HC Slavia Praha(2.) –Bílí Tygři Liberec(3.)
1. utkání
| 19. březen 2008 | HC Slavia Praha | 3 – 2 po SN           | Bílí Tygři Liberec | O2 arena |
| 17:25 SEČ       | HC Slavia Praha | (2:0, 0:1, 0:1 - 0:0) | Bílí Tygři Liberec |          |

|  |                                                                    | Souhrn zápasu Report |                                         |                                                   |
|  | ------------------------------------------------------------------ | -------------------- | --------------------------------------- | ------------------------------------------------- |
|  | 17:57 Tomáš Micka 18:49 Michal Vondrka rozhodující SN Jakub Klepiš |                      | 32:31 Valedemar Jiruš 41:16 Leoš Čermák | Diváků: 9871 Rozhodčí: Radek Husička, René Hradil |

2. utkání
| 20. březen 2008 | HC Slavia Praha | 3 – 2 PP              | Bílí Tygři Liberec | O2 arena |
| 17:25 SEČ       | HC Slavia Praha | (0:1, 1:1, 1:0 - 1:0) | Bílí Tygři Liberec |          |

|  |                                                              | Souhrn zápasu Report |                                         |                                                        |
|  | ------------------------------------------------------------ | -------------------- | --------------------------------------- | ------------------------------------------------------ |
|  | 23:45 Jaroslav Bednář 55:26 Tomáš Micka PP 68:02 Petr Kadlec |                      | 04:50 Václav Pletka 30:44 Václav Pletka | Diváků: 10 841 Rozhodčí: Martin Fraňo, Antonín Jeřábek |

3. utkání
| 23. březen 2008 | Bílí Tygři Liberec | 4 - 1           | HC Slavia Praha | Tipsport Arena |
| 17:25 SEČ       | Bílí Tygři Liberec | (1:0, 2:1, 1:0) | HC Slavia Praha |                |

|  |                                                                        | Souhrn zápasu Report |                   |                                                  |
|  | ---------------------------------------------------------------------- | -------------------- | ----------------- | ------------------------------------------------ |
|  | 07:10 Lukáš Pabiška 27:43 Boris Žabka 39:17 Petr Šachl 53:28 Lukáš Zíb |                      | 35:44 Tomáš Micka | Diváků: 7500 Rozhodčí: Pavel Hodek, Tomáš Turčan |

4. utkání
| 24. březen 2008 | Bílí Tygři Liberec | 3 - 0           | HC Slavia Praha | Tipsport Arena |
| 17:25 SEČ       | Bílí Tygři Liberec | (2:0, 1:0, 0:0) | HC Slavia Praha |                |

|  |                                                           | Souhrn zápasu Report |  |                                                   |
|  | --------------------------------------------------------- | -------------------- |  | ------------------------------------------------- |
|  | 09:31 Jan Víšek 17:54 Václav Pletka 38:30 Václav Nedorost |                      |  | Diváků: 7500 Rozhodčí: René Hradil, Radek Husička |

5. utkání
| 27. březen 2008 | HC Slavia Praha | 5 – 1           | Bílí Tygři Liberec | O2 arena |
| 17:25 SEČ       | HC Slavia Praha | (1:0, 2:1, 2:0) | Bílí Tygři Liberec |          |

|  | | Souhrn zápasu Report |                     |                                                         |
|  | --- | -------------------- | ------------------- | ------------------------------------------------------- |
|  | 06:06 Roman Červenka 23:23 Jakub Klepiš 35:39 David Hruška 47:39 Jaroslav Bednář 52:04 Jaroslav Bednář |                      | 33:28 Václav Pletka | Diváků: 13 877 Rozhodčí: Radek Husička, Antonín Jeřábek |

6. utkání
| 29. březen 2008 | Bílí Tygři Liberec | 3 - 1           | HC Slavia Praha | Tipsport Arena |
| 17:25 SEČ       | Bílí Tygři Liberec | (1:0, 1:0, 1:1) | HC Slavia Praha |                |

|  |                                                   | Souhrn zápasu Report |                    |                                                       |
|  | ------------------------------------------------- | -------------------- | ------------------ | ----------------------------------------------------- |
|  | 10:15 Jan Víšek 36:59 Leoš Čermák 42:09 Lukáš Zíb |                      | 47:23 Jiří Doležal | Diváků: 7500 Rozhodčí: Radek Husička, Antonín Jeřábek |

7. utkání
| 31. březen 2008 | HC Slavia Praha | 2 – 1           | Bílí Tygři Liberec | O2 arena |
| 20:15 SEČ       | HC Slavia Praha | (1:0, 0:0, 1:1) | Bílí Tygři Liberec |          |

|  |                                          | Souhrn zápasu Report |                         |                                                         |
|  | ---------------------------------------- | -------------------- | ----------------------- | ------------------------------------------------------- |
|  | 04:06 Jaroslav Bednář 51:51 Jakub Klepiš |                      | 56:49 Andrej Podkonický | Diváků: 13 268 Rozhodčí: Radek Husička, Antonín Jeřábek |

Do finále postoupila HC Slavia Praha, když zvítězila 4:3 na zápasy

## Finále

### HC Slavia Praha(2.) –HC Energie Karlovy Vary(4.)
1. utkání
| 4. duben 2008 | HC Slavia Praha | 4 - 5           | HC Energie Karlovy Vary | O2 arena |
| 17:25 SEČ     | HC Slavia Praha | (1:1, 1:2, 2:2) | HC Energie Karlovy Vary |          |

|  |                                                                              | Souhrn zápasu Report |                                                                                                 |                                     |
|  | ---------------------------------------------------------------------------- | -------------------- | ----------------------------------------------------------------------------------------------- | ----------------------------------- |
|  | 10:05 Igor Rataj 27:42 David Hruška 40:59 Jaroslav Bednář 50:12 David Hruška |                      | 04:42 Jaroslav Kristek 25:55 Petr Kumstát 30:25 Milan Kraft 43:53 Petr Kumstát 45:29 Jan Košťál | Diváků: 12 089 Rozhodčí: Fraňo, Šír |

2. utkání
| 5. duben 2008 | HC Slavia Praha | 5 - 2           | HC Energie Karlovy Vary | O2 arena |
| 17:25 SEČ     | HC Slavia Praha | (1:0, 2:2, 2:0) | HC Energie Karlovy Vary |          |

|  |                                                                                                  | Souhrn zápasu Report |                                             |                                         |
|  | ------------------------------------------------------------------------------------------------ | -------------------- | ------------------------------------------- | --------------------------------------- |
|  | 18:20 Igor Rataj 25:02 David Hruška 28:50 Jiří Drtina 44:10 Roman Červenka 59:45 Jaroslav Bednář |                      | 26:11 František Skladaný 35:33 Ondřej Němec | Diváků: 16 152 Rozhodčí: Hradil, Mikula |

3. utkání
| 8. duben 2008 | HC Energie Karlovy Vary | 3 - 4           | HC Slavia Praha | Zimní stadion Karlovy Vary |
| 17:25 SEČ     | HC Energie Karlovy Vary | (1:2, 2:0, 0:2) | HC Slavia Praha |                            |

|  |                                                                  | Souhrn zápasu Report |                                                                                   |                                                  |
|  | ---------------------------------------------------------------- | -------------------- | --------------------------------------------------------------------------------- | ------------------------------------------------ |
|  | 09:13 Jaroslav Kristek 32:37 Petr Kumstát 37:54 Jaroslav Kristek |                      | 11:05 Jaroslav Bednář 14:20 Roman Červenka 49:41 Jaroslav Bednář 51:27 Igor Rataj | Diváků: 4680 (vyprodáno) Rozhodčí: Turčan, Hodek |

4. utkání
| 9. duben 2008 | HC Energie Karlovy Vary | 8 - 2           | HC Slavia Praha | Zimní stadion Karlovy Vary |
| 17:25 SEČ     | HC Energie Karlovy Vary | (4:1, 2:0, 2:1) | HC Slavia Praha |                            |

|  | | Souhrn zápasu Report |                                         |                                                   |
|  | --- | -------------------- | --------------------------------------- | ------------------------------------------------- |
|  | 06:02 Milan Procházka 10:58 Milan Kraft 13:00 Jan Košťál 19:48 Jaroslav Kristek 21:32 Milan Procházka 34:42 Milan Hluchý 43:19 Milan Kraft 52:55 Jaroslav Kristek |                      | 18:18 Jakub Klepiš 48:14 Michal Vondrka | Diváků: 4680 (vyprodáno) Rozhodčí: Fraňo, Jeřábek |

5. utkání
| 12. duben 2008 | HC Slavia Praha | 4 - 0           | HC Energie Karlovy Vary | O2 arena |
| 17:25 SEČ      | HC Slavia Praha | (1:0, 1:0, 2:0) | HC Energie Karlovy Vary |          |

|  |                                                                           | Souhrn zápasu Report |  |                                          |
|  | ------------------------------------------------------------------------- | -------------------- |  | ---------------------------------------- |
|  | 09:11 Jakub Klepiš 30:52 Jakub Klepiš 44:37 Jiří Drtina 52:09 Jiří Drtina |                      |  | Diváků: 16 617 Rozhodčí: Husička, Hradil |

6. utkání
| 14. duben 2008 | HC Energie Karlovy Vary | 4 - 1           | HC Slavia Praha | Zimní stadion Karlovy Vary |
| 19:30 SEČ      | HC Energie Karlovy Vary | (2:1, 0:0, 2:0) | HC Slavia Praha |                            |

|  |                                                                                         | Souhrn zápasu Report |                       |                                                    |
|  | --------------------------------------------------------------------------------------- | -------------------- | --------------------- | -------------------------------------------------- |
|  | 09:46 Jaroslav Kristek 16:16 Jaroslav Kristek 46:18 Petr Mudroch 59:59 Marek Melenovský |                      | 17:57 Jaroslav Bednář | Diváků: 4680 (vyprodáno) Rozhodčí: Husička, Hradil |

7. utkání
| 16. duben 2008 | HC Slavia Praha | 4 - 2           | HC Energie Karlovy Vary | O2 arena |
| 17:25 SEČ      | HC Slavia Praha | (2:0, 1:0, 1:2) | HC Energie Karlovy Vary |          |

|  |                                                                                  | Souhrn zápasu Report |                                        |                                                                           |
|  | -------------------------------------------------------------------------------- | -------------------- | -------------------------------------- | ------------------------------------------------------------------------- |
|  | 06:07 Jakub Klepiš 08:41 Jaroslav Bednář 37:54 Roman Červenka 57:09 Jiří Vašíček |                      | 57:35 Vojtěch Polák 59:58 Jiří Hanzlík | Diváků: 17 123 (vyprodáno, rekord O2 extraligy) Rozhodčí: Husička, Hradil |

## Nejproduktivnější hráči základní části
Toto je konečné pořadí hráčů podle dosažených bodů. Za jeden vstřelený gól nebo přihrávku na gól hráč získal jeden bod.
| Poř. | Hráč              | Tým                    | Z  | G  | A  | B  | TM | +/- |
| ---- | ----------------- | ---------------------- | -- | -- | -- | -- | -- | --- |
| 1.   | Petr Ton          | HC Sparta Praha        | 50 | 27 | 16 | 43 | 8  | -3  |
| 2.   | Pavel Patera      | HC GEUS OKNA Kladno    | 52 | 19 | 22 | 41 | 68 | -5  |
| 3.   | Jaroslav Balaštík | RI Okna Zlín           | 52 | 29 | 11 | 40 | 72 | -4  |
| 4.   | Jaroslav Kalla    | HC GEUS OKNA Kladno    | 52 | 17 | 23 | 40 | 38 | 14  |
| 5.   | František Lukeš   | HC Litvínov            | 52 | 17 | 22 | 39 | 38 | 14  |
| 6.   | Jan Peterek       | HC Oceláři Třinec      | 52 | 8  | 31 | 39 | 46 | 7   |
| 7.   | Michal Důras      | HC Lasselsberger Plzeň | 52 | 20 | 17 | 37 | 24 | 4   |
| 8.   | Tomáš Netík       | HC Sparta Praha        | 49 | 15 | 22 | 37 | 64 | 2   |
| 9.   | Jaroslav Bednář   | HC Slavia Praha        | 40 | 25 | 11 | 36 | 61 | 14  |
| 10.  | David Hruška      | HC Slavia Praha        | 52 | 22 | 13 | 35 | 16 | 11  |

## Nejproduktivnější hráči play-off
Toto je konečné pořadí hráčů podle dosažených bodů. Za jeden vstřelený gól nebo přihrávku na gól hráč získal jeden bod.
| Poř. | Hráč             | Tým                     | Z  | G  | A  | B  | TM | +/- |
| ---- | ---------------- | ----------------------- | -- | -- | -- | -- | -- | --- |
| 1.   | Jakub Klepiš     | HC Slavia Praha         | 19 | 10 | 7  | 17 | 24 | 3   |
| 2.   | David Hruška     | HC Slavia Praha         | 19 | 6  | 10 | 16 | 16 | 17  |
| 3.   | Jaroslav Bednář  | HC Slavia Praha         | 19 | 10 | 3  | 13 | 8  | 2   |
| 4.   | Jaroslav Kristek | HC Energie Karlovy Vary | 19 | 10 | 2  | 12 | 2  | 6   |
| 5.   | Leoš Čermák      | Bílí Tygři Liberec      | 11 | 7  | 4  | 11 | 12 | 9   |
| 6.   | Petr Kumstát     | HC Energie Karlovy Vary | 19 | 5  | 6  | 11 | 6  | -1  |
| 7.   | Martin Procházka | HC GEUS OKNA Kladno     | 7  | 6  | 3  | 9  | 6  | 3   |
| 8.   | Václav Skuhravý  | HC Energie Karlovy Vary | 19 | 5  | 4  | 9  | 55 | 2   |
| 9.   | Valdemar Jiruš   | Bílí Tygři Liberec      | 11 | 3  | 6  | 9  | 2  | 7   |
| 10.  | Petr Kadlec      | HC Slavia Praha         | 19 | 2  | 7  | 9  | 22 | 6   |

| Umístění         | Mužstvo                 | Hráči |
| ---------------- | ----------------------- | --- |
| Zlatá medaile    | HC Slavia Praha         | Brankáři: Adam Svoboda, Dominik Furch, Jaroslav Borůvka Obránci: Jiří Drtina, Jiří Jebavý, Petr Kadlec, Pavel Kolařík, Jan Novák, Pavel Procházka, Karol Sloboda, Jakub Šulc, Jiří Vašíček, Tomáš Žižka Útočníci: Jaroslav Bednář, Michal Borovanský, Miloslav Čermák, Roman Červenka, Jiří Doležal, Lukáš Endál, Miroslav Holec, David Hruška, Jakub Klepiš, Vladislav Kubeš, Tomáš Micka, Igor Rataj, Vladimír Růžička ml., Jakub Sklenář, Michal Sup, Marek Tomica, Michal Vondrka, Josef Beránek (kapitán) Trenéři Vladimír Růžička a Jiří Kalous    |
| Stříbrná medaile | HC Energie Karlovy Vary | Brankáři: Lukáš Mensator, Lukáš Sáblík, Tomáš Závorka Obránci: Jiří Hanzlík, Ondřej Němec, Josef Řezníček, Miroslav Duben, Jakub Grof, Michal Dobroň, Tomáš Brňák, Petr Mudroch, Roman Prošek, Tomáš Schmidt Útočníci: Jan Košťál, Milan Kraft, Petr Kumstát, Milan Procházka, Václav Skuhravý, Lukáš Pech, František Skladaný, Vítězslav Bílek, David Zucker, Jaroslav Kristek, Milan Hluchý, Pavel Kuběna, Marek Melenovský, Jakub Bauer, Vít Budínský, Jakub Rumpel, Kamil Tvrdek, Rastislav Dej, Martin Zaťovič, Vojtěch Polák Trenéři Zdeněk Venera |
| Bronzová medaile | HC České Budějovice     | Brankáři: Roman Turek , Jan Chábera , Martin Altrichter Obránci: Milan Toman, Vladimír Sičák, Ján Mucha, Petr Gřegořek, René Vydarený, Tomáš Frolo, Marek Posmyk, František Ptáček, Lukáš Poživil Útočníci: Jindřich Kotrla, Kamil Brabenec, Petr Sailer, Tomáš Vak, Štěpán Hřebejk, David Kuchejda, Ondřej Veselý, Tomáš Kůrka, Tomáš Mertl, Michal Hudec, Lukáš Květoň, Jiří Šimánek, Milan Gulaš Trenéři Mgr. Josef Jandač, Milan Černý |

## Konečná tabulka
| Pořadí           | Tým                     |
| ---------------- | ----------------------- |
| Zlatá medaile    | HC Slavia Praha         |
| Stříbrná medaile | HC Energie Karlovy Vary |
| Bronzová medaile | HC České Budějovice     |
| 4.               | Bílí Tygři Liberec      |
| 5.               | HC Litvínov             |
| 6.               | HC Sparta Praha         |
| 7.               | HC Oceláři Třinec       |
| 8.               | HC GEUS OKNA Kladno     |
| 9.               | HC Lasselsberger Plzeň  |
| 10.              | HC Znojemští Orli       |
| 11.              | HC Vítkovice Steel      |
| 12.              | HC Moeller Pardubice    |
| 13.              | RI Okna Zlín            |
| 14.              | HC Slovan Ústečtí Lvi   |

## Skupina o udržení
| Poř. | Tým                   | Z  | V  | VP | PP | P  | VG  | OG  | B  |
| ---- | --------------------- | -- | -- | -- | -- | -- | --- | --- | -- |
| 11.  | HC Vítkovice Steel    | 64 | 28 | 4  | 7  | 25 | 177 | 185 | 99 |
| 12.  | HC Moeller Pardubice  | 64 | 22 | 6  | 5  | 31 | 178 | 197 | 83 |
| 13.  | RI Okna Zlín          | 64 | 23 | 1  | 5  | 35 | 169 | 209 | 76 |
| 14.  | HC Slovan Ústečtí Lvi | 64 | 11 | 9  | 8  | 36 | 144 | 225 | 59 |

## Baráž o extraligu
- V baráži uspěla BK Mladá Boleslav 4 : 1 na zápasy a postoupila tak do dalšího ročníku extraligy.

1. utkání
| 11. duben 2008 | HC Slovan Ústečtí Lvi | 4 - 0         | BK Mladá Boleslav | Zlatopramen Arena |
| 17:25 SEČ      | HC Slovan Ústečtí Lvi | 1:0, 1:0, 2:0 | BK Mladá Boleslav |                   |

|  |                                                                                 | Souhrn zápasu Report |  |                                                                       |
|  | ------------------------------------------------------------------------------- | -------------------- |  | --------------------------------------------------------------------- |
|  | 19:45 Róbert Krajči 27:42 Róbert Krajči 43:24 Róbert Krajči 47:40 Marek Hovorka |                      |  | Diváků: 6500 (vyprodáno) Rozhodčí: Šindler, Šír - Hlavatý, Tošenovjan |

2. utkání
| 13. duben 2008 | HC Slovan Ústečtí Lvi | 0 - 3         | BK Mladá Boleslav | Zlatopramen Arena |
| 17:25 SEČ      | HC Slovan Ústečtí Lvi | 0:1, 0:0, 0:2 | BK Mladá Boleslav |                   |

|  |  | Souhrn zápasu Report |                                                            |                                                                 |
|  |  | -------------------- | ---------------------------------------------------------- | --------------------------------------------------------------- |
|  |  |                      | 01:11 Tomáš Sýkora 45:16 Jozef Lukáč 57:58 Nikola Gajovský | Diváků: 6500 (vyprodáno) Rozhodčí: Minář, Kubeš - Guth, Rittich |

3. utkání
| 15. duben 2008 | BK Mladá Boleslav | 4 - 0           | HC Slovan Ústečtí Lvi | Metrostav Aréna |
| 17:25 SEČ      | BK Mladá Boleslav | (2:0, 1:0, 1:0) | HC Slovan Ústečtí Lvi |                 |

|  |                                                                                   | Souhrn zápasu Report |  |                                                    |
|  | --------------------------------------------------------------------------------- | -------------------- |  | -------------------------------------------------- |
|  | 01:05 Milan Mikulík 16:41 Richard Král z TS 22:03 Milan Mikulík 58:10 Tomáš Nouza |                      |  | Diváků: 5000 Rozhodčí: Šindler, Šír - Kis, Padevět |

4. utkání
| 17. duben 2008 | BK Mladá Boleslav | 4 - 3 PP            | HC Slovan Ústečtí Lvi | Metrostav Aréna |
| 17:25 SEČ      | BK Mladá Boleslav | 1:0, 1:1, 1:2 - 1:0 | HC Slovan Ústečtí Lvi |                 |

|  |                                                                                  | Souhrn zápasu Report |                                                            |                                                                   |
|  | -------------------------------------------------------------------------------- | -------------------- | ---------------------------------------------------------- | ----------------------------------------------------------------- |
|  | 07:19 Václav Eiselt 20:25 Václav Drábek 54:18 Richard Bauer PP 68:22 Jiří Gombár |                      | 27:59 Marek Hovorka 45:37 Marek Hovorka 50:45 Martin Šagát | Diváků: 4200 (vyprodáno) Rozhodčí: Minář, Kubeš - Bejček, Svoboda |

5. utkání
| 19. duben 2008 | HC Slovan Ústečtí Lvi | 1 - 7           | BK Mladá Boleslav | Zlatopramen Arena |
| 17:25 SEČ      | HC Slovan Ústečtí Lvi | (1:3, 0:2, 0:2) | BK Mladá Boleslav |                   |

|  |                        | Souhrn zápasu Report | |                                                                     |
|  | ---------------------- | -------------------- | --- | ------------------------------------------------------------------- |
|  | 18:57 František Mrazek |                      | 04:05 Václav Eiselt 08:02 Václav Eiselt 13:41 Daniel Boháč 29:36 Tomáš Kolafa 31:37 Tomáš Sýkora 52:50 Pavel Šebesta 58:53 Lukáš Handlovský | Diváků: 6500 (vyprodáno) Rozhodčí: Homola, Jeřábek - Bryška, Chytil |

## Rozhodčí

### Hlavní
- Všichni

- Petr Bolina (do 22. kola)
- Martin Fraňo
- Pavel Hodek
- Martin Homola
- René Hradil
- Jan Hribik (od 26. kola)
- Radek Husička
- Antonín Jeřábek
- Jaroslav Kubeš
- Pavel Mikula
- Milan Minář
- Vladimír Pešina (od 23. kola)
- Roman Polák
- František Rejthar (do 27. kola)
- Martin Smeták (do 4. kola)
- Vladimír Šindler
- Robin Šír (od 22. kola)
- Tomáš Turčan

### Čároví
- Všichni

- Miloš Bádal – Roman Pouzar
- Stanislav Barvíř – Petr Blümel
- Jaromír Bláha – Evžen Kostka
- Jaromír Bryška – Luboš Chytil
- Lukáš Bejček – Jakub Kabourek
- Michal Čech – Pavel Dřínovský
- Jan Čížek – Radim Prchal
- Jiří Gebauer – Marek Hlavatý
- Václav Guth – David Rittich
- Roman Hejduk – Radovan Křivský
- Petr Charvát – František Kalivoda
- Vít Lederer – Rudolf Tošenovjan
- Milan Kis – Jan Padevět
- Martin Kreuzer – David Polonyi
- Miroslav Lhotský – Jiří Svoboda
- Tomáš Pešek – Pavel Šátava

### Hlavní
- Jari Levonen
- Peter Ország
- Peter Jonák
- Juraj Konc
- Martin Reichert
- Nadir Mandionni
- Daniel Piechaczek

### Čároví
Do sezóny 2007/08 nenastoupil žádný mezinárodní čárový rozhodčí.